# Luca Badr
Luca Badr (Caïro, 1 juni 1992) is een Egyptisch voetballer. Hij speelt als centrale verdediger bij het Egyptische Al-Ahly. Hij debuteerde op 19 april 2014 in de Belgische competitie voor K. Lierse SK tegen KV Oostende. Badr viel na 85 minuten in voor Jimmy De Jonghe. Lierse verloor in eigen huis met 0–2. Bij zijn debuut droeg hij het rugnummer 5. In juni 2014 verliet Badr het Belgisch voetbal en tekende hij een contract in zijn vaderland bij Al-Ahly, waar hij in zijn jeugd ook gespeeld had. Zijn eerste wedstrijd in Egypte speelde Badr op 23 november 2014 – hij speelde het volledige competitieduel tegen El Nasr (2–1 winst) mee.

## Spelerstatistieken

### Overzicht als clubspeler
| seizoen | club           | land   | competitie     | wedstrijden | doelpunten |
| ------- | -------------- | ------ | -------------- | ----------- | ---------- |
| 2013/14 | KV Turnhout    | België | Derde klasse   | 1           | 0          |
| 2013/14 | K. Lierse SK   | België | Eerste klasse  | 2           | 0          |
| 2014/15 | Al-Ahly        | Egypte | Premier League | 2           | 0          |
| 2015/16 | Entag El Harby | Egypte | Premier League | 17          | 0          |